# MÁV-Baureihe 442
Die MÁV-Baureihe 442 war eine Personenzug-Tenderlokomotivreihe der Ungarischen Staatsbahn MÁV für den schweren Vorortverkehr von Budapest aus.

## Geschichte
Da die MÁV-Baureihe 342 durch die steigenden Zuggewichte im Vorortverkehr von Budapest ihre Leistungsgrenze erreicht hatte, wurde von der MÁVAG, Budapest eine größere und leistungsstärkere Maschine für diese Dienste beschafft. Die Verstärkung wurde durch eine Vergrößerung des Brotankessels und ein dementsprechendes Triebwerk erreicht. Um die zulässige Achslast von 14 t einzuhalten, wurde das Triebwerk auf 4 Treibachsen vergrößert.
Interessant ist bei dieser Lokomotive, dass sie trotzdem mit einem verringerten Wasserinhalt von 9 m³ verkehren mussten, um den Achsdruck von 14 t einzuhalten. Die Maschinen beförderten auf ebener Strecke 600 t mit 60 km/h und auf einer Steigung von 7 Promille noch 530 t. Bei ihrer Höchstgeschwindigkeit von 85 km/h konnten sie auf ebener Strecke noch 270 t befördern.
Die Maschinen beförderten jahrzehntelang Vorort- und Personenzüge, bis sie durch die modernen Traktionen entbehrlich wurden. Als Ausmusterungsdatum wird 1972 angegeben. Eine Maschine, die 442.013 ist im Bahnpark Budapest museal erhalten geblieben.

## Technische Merkmale
Die Lokomotiven konnten als eine vergrößerte Abart der MÁV-Baureihe 342 angesehen werden. Interessanterweise wurde der Kesseldruck auf 12 bar reduziert. Die ersten 10 Lokomotiven wurden mit Klein-, die restlichen mit Großrauchrohren geliefert.
Auch im Laufwerk gab es Unterschiede; die ersten 10 Maschinen wurden mit Laufachsen als Krauss-Helmholtz-Lenkgestell ausgeführt, die restlichen Maschinen hatten Adamsachsen. Die Lokomotiven mit Adamsachsen hatten eine geführte Länge von 10.700 mm, dieses Maß war bei den Lokomotiven mit Krauss-Helmholtz-Lenkgestell geringfügig kleiner.